# Therese Fuhrer
Therese Fuhrer (* 6. April 1959 in Bern) ist eine Schweizer Altphilologin.

## Leben
Fuhrer legte in Bern am Gymnasium Kirchenfeld 1978 die Matura Typ A ab, studierte bis 1981 am Konservatorium Bern Querflöte und schloss nach ihrem Lehrdiplom ein Studium der Klassischen Philologie an (1981–88). Sie studierte in Bern, Basel, an der University of California, Irvine, der University of Pittsburgh und der Universität Freiburg im Breisgau. 1986 erwarb sie in Bern das Lizenziat, 1989 das Diplom für das Höhere Lehramt ebenda. 1989 ermöglichte ihr ein Promotionsstipendium des Schweizerischen Nationalfonds einen Forschungsaufenthalt in Oxford, an den sie ihre Promotion in Bern (1989) anschloss.
Von 1989 bis 1990 unterrichtete sie Latein an den Gymnasien in Solothurn und Olten. Von 1990 bis 1996 war sie wissenschaftliche Assistentin am Institut für Klassische Philologie der Universität Bern. Ein Stipendium der Alexander-von-Humboldt-Stiftung ermöglichte ihr einen Forschungsaufenthalt an der Universität Mainz (1993–94). 1995 habilitierte sie sich in Bern für Klassische Philologie. 1996–97 hatte sie eine C-4-Professur im Fach Latinistik an der Universität Trier inne, 1997–2004 war sie Ordinaria an der Universität Zürich. Seit dem Sommersemester 2004 war sie ordentliche Professorin an der Universität Freiburg im Breisgau, bevor sie zum 1. März 2008 einem Ruf an die Freie Universität Berlin folgte. Am 1. April 2013 wechselte sie auf einen Lehrstuhl für Lateinische Philologie der Antike an der Ludwig-Maximilians-Universität München. 2015 wurde sie zum ordentlichen Mitglied der Bayerischen Akademie der Wissenschaften gewählt, 2020 zum ordentlichen Mitglied der Academia Europaea. Für 2024 wurde Fuhrer der Ausonius-Preis der Universität Trier zugesprochen.

## Forschungsschwerpunkte
Fuhrer beschäftigt sich mit hellenistischer Dichtung, lateinischer Dichtung (vorrangig des Catull, Ovid und Vergil) sowie mit hellenistischer, römisch-paganer und christlicher Philosophie mit Schwerpunkt auf Cicero und Augustinus von Hippo.
Sie ist Mitherausgeberin des Reallexikons für Antike und Christentum (seit 2004), des Augustinus-Lexikons, der Zeitschrift Philologus und der Reihe Philologus. Supplementary Volumes. Von 2001 bis 2013 war sie zudem Mitherausgeberin des Jahrbuchs für Antike und Christentum.
Seit 2015 ist sie stellvertretende Projektleiterin beim Thesaurus Linguae Latinae.